# Камерон (округ, Пенсільванія)
Шаблон:StateAbbr_ 41°26′ пн. ш. 78°12′ зх. д. / 41.44° пн. ш. 78.2° зх. д.
Округ  Камерон (англ. Cameron County) — округ (графство) у штаті  Пенсільванія, США. Ідентифікатор округу 42023.

## Історія
Округ утворений 1860 року.

## Демографія
За даними перепису 
2000 року 
загальне населення округу становило 5974 осіб, зокрема міського населення було 3397, а сільського — 2577.
Серед мешканців округу чоловіків було 2935, а жінок — 3039. В окрузі було 2465 домогосподарств, 1624 родин, які мешкали в 4592 будинках.
Середній розмір родини становив 2,96.
Віковий розподіл населення поданий у таблиці:
| Стать    | До 15 років | 15-21 | 22-29 | 30-39 | 40-49 | 50-65 | 65-85 | Понад 85 |
| -------- | ----------- | ----- | ----- | ----- | ----- | ----- | ----- | -------- |
| Чоловіки | 572         | 291   | 232   | 376   | 438   | 535   | 441   | 50       |
| Жінки    | 573         | 253   | 217   | 359   | 429   | 519   | 577   | 112      |

## Суміжні округи
- Маккін — північ
- Поттер — північний схід
- Клінтон — схід
- Клірфілд — південь
- Елк — захід

## Виноски
1. ↑  U.S. Decennial Census. United States Census Bureau. Архів оригіналу за 26 квітня 2015. Процитовано 5 березня 2015.
2. ↑  Historical Census Browser. University of Virginia Library. Архів оригіналу за 11 серпня 2012. Процитовано 5 березня 2015.
3. ↑  Forstall, Richard L., ред. (24 березня 1995). Population of Counties by Decennial Census: 1900 to 1990. United States Census Bureau. Архів оригіналу за 20 березня 2015. Процитовано 5 березня 2015.
4. ↑  Census 2000 PHC-T-4. Ranking Tables for Counties: 1990 and 2000 (PDF). United States Census Bureau. 2 квітня 2001. Архів оригіналу (PDF) за 18 грудня 2014. Процитовано 5 березня 2015.
5. ↑  State & County QuickFacts. United States Census Bureau. Архів оригіналу за 10 червня 2006. Процитовано 16 листопада 2013.(англ.) Наведено за англійською вікіпедією.
6. ↑  American FactFinder. Бюро перепису населення США. Архів оригіналу за 29 липня 2011. Процитовано 31 січня 2008.

| США | Це незавершена стаття з географії США. Ви можете допомогти проєкту, виправивши або дописавши її. |